# Linguaglossa
Linguaglossa är en ort och kommun i storstadsregionen Catania, innan 2015 provinsen Catania, i regionen Sicilien i sydvästra Italien. Kommunen hade 5 337 invånare (2017).
Orten är delvis byggd på en lavaström från vulkanen Etna.